# Lucrèce (Filleul)
Pour les articles homonymes, voir Lucrèce (homonymie).
Lucrèce est une tragédie en cinq actes de Nicolas Filleul, publiée en 1566 dans Les Théâtres de Gaillon, après avoir été représentée en septembre de la même année au château de Gaillon devant Charles IX et Catherine de Médicis.

## Résumé
- Acte I : Sexte Tarquin s’est épris de Lucrèce pendant le siège d'Ardée.
- Acte II : Lucrèce pense que son suicide entraînera la révolte de ses concitoyens. La nourrice tente de la dissuader de ce projet.
- Acte III : un messager arrive. Collatin et Brute débattent de la mort volontaire.
- Acte IV : Lucrèce veut mourir. Apprenant le viol de son épouse, Collatin veut mourir, lui aussi. Brute entend agir.
- Acte V : la nourrice raconte la mort de Lucrèce. Collatin s’exhorte au courage. La ville se révolte, Brute vengera Lucrèce.

## Édition moderne
- Françoise Joukovsky, Les Théâtres de Gaillon, Droz, 1971, p. 57-113.